# Aleksandar Dragović
Aleksandar Dragović (în sârbă Александар Драговић, pronunțat [aleksǎːndar drâɡoʋitɕ, alěksaːn-]; n. 6 martie 1991, Viena, Austria) este un fotbalist austriac care joacă pe postul de fundaș central pentru clubul german Bayer Leverkusen.

## Cariera pe echipe
Dragović si-a început cariera jucând la echipele de tineret ale lui Austria Viena și a început sa joace fotbal la Austria Viena II în 2007. De pe 1 februarie 2011, Dragović a fost transferat de FC Basel din Superliga Elvețiană. A debutat pentru noua sa echipă în victoria cu 3-0 cu FC St. Gallen. La finalul sezonului 2010-2011 al Primei Ligi a Elveției, Dragović a reușit să câștige campionatul cu FC Basel. În iulie 2011 a jucat pentru noul său club în Uhrencup și a câștigat turneul. El a înscris primul gol din Superligă în victoria cu 3-0 împotriva lio Servette FC pe 1 octombrie 2011. La sfârșitul sezonului 2011-2012, Dragović a câștigat dubla campionat și cupă cu Basel.
În timpul sezonului 2012-2013 al lui Basel, echipa a ratat unul din obiective, și anume accederea în grupele Ligii Campionilor. În Europa League 2012-2013, Basel a ajuns până în semifinale  jucând în total 20 de meciuri europene. Singurul meci în care Dragović nu a jucat a fost returul semifinalei de pe Stamford Bridge în care nu a putut fi folosit din cauza cumulului de cartonașe galbene.
În campionatul intern a jucat în 32 din cele 36 de partide. A marcat trei goluri în campionat în sezonul 2012-2013, toate cele trei fiind marcate împotriva lui Servette. La finalul sezonului de Super Ligă a Elveției 2012-2013, Dragovic a câștigat titlul de campion  și a participat a fost finalist în Cupa Elveției cu Basel.

### Dinamo Kiev
La 26 iulie 2013, Dragović a semnat un contract pe cinci ani cu clubul ucrainean FC Dinamo Kiev. Pe 17 mai 2015, Dragović a jucat în victoria lui Dinamo cu Dnipro scor 1-0, în urma căreia  Dinamo a câștigat primul ei titlu în Ucraina în șase ani.
La 4 noiembrie 2015, Dragović a înscris primul gol în grupele Ligii Campionilor împotriva lui Chelsea pe Stamford Bridge în minutul 78, după ce a marcat un autogol în minutul 34. Dinamo a pierdut meciul cu 2-1. În acel sezon el s-a calificat alături de Dinamo în optimile Ligii Campionilor UEFA pentru prima dată în 16 ani, fiind eliminat de Manchester City cu 1-3 la general.

### Bayer 04 Leverkusen
La 22 august 2016, Dragović a semnat un contract pe cinci ani cu clubul german Bayer 04 Leverkusen.

#### Leicester City (împrumut)
La 31 august 2017, Dragović sa alăturat clubului de Premier League Leicester City pentru un împrumut pe un sezon de la Bayer Leverkusen.

## Cariera la națională

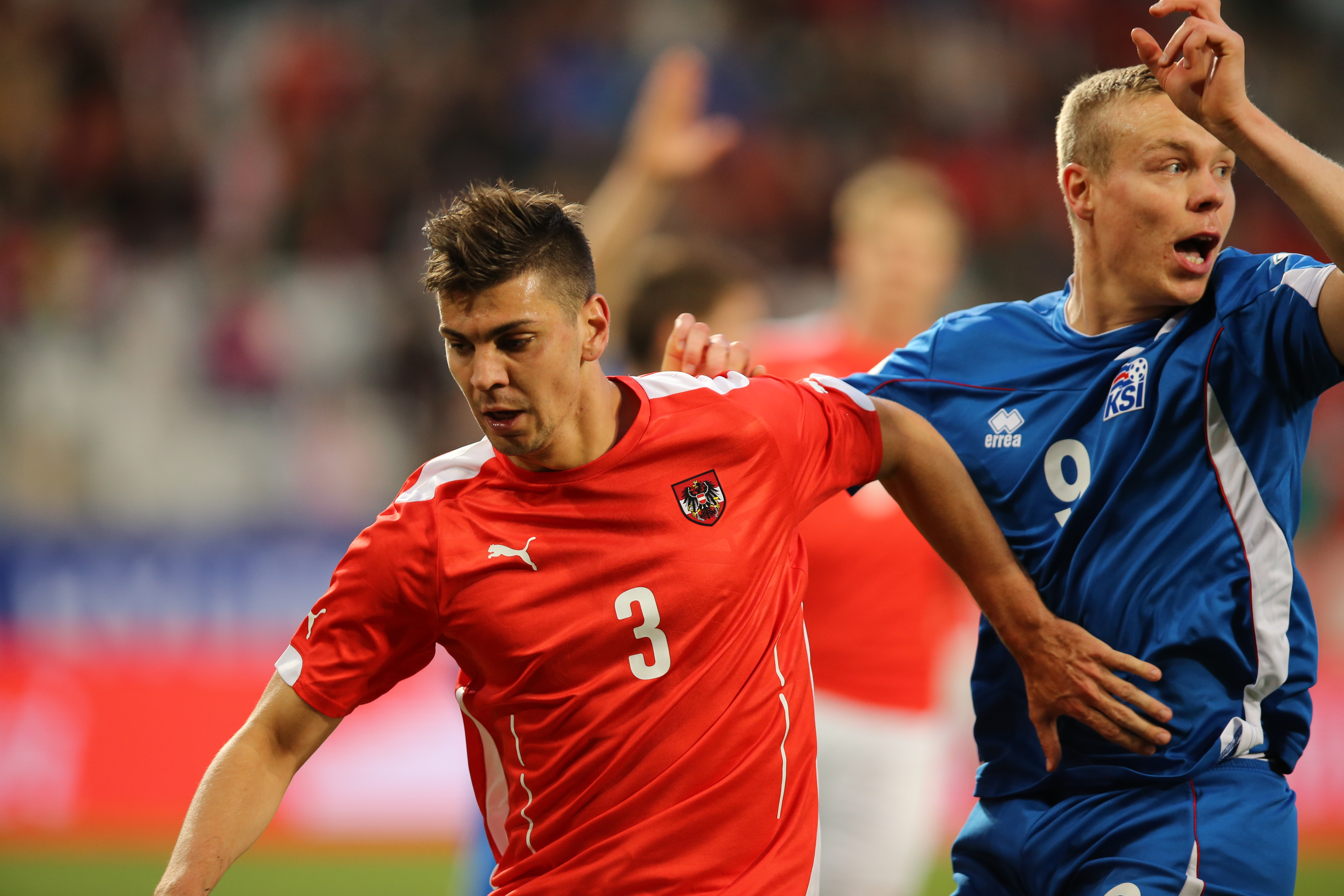
Dragović în acțiune împotriva Islandei în 2014

Dragović a jucat la echipele naționale sub 17 ani și sub 19 ani ale Austriei. El a fost chemat la echipa națională a Austriei pentru meciul de calificare la Campionatul Mondial din 2010 împotriva României, dar din cauza unei accident nu a reușit să joace. El a fost chemat din nou de către antrenorul austriac Dietmar Constantini pentru meciul cu Serbia. El și-a făcut debutul la națională în acest meci la 6 iunie 2009. Dragović a marcat primul său gol în 18 noiembrie 2014, într-o înfrângere scor 1-2 cu Brazilia. El a prins lotul finală pentru Euro 2016, în care a fost eliminat în primul meci împotriva Ungariei și a ratat un penalty în meciul decisiv împotriva Islandei, care s-a încheiat cu o înfrângere de 2-1.

## Viața personală
Dragović s-a născut la Viena din părinți originari din Belgrad. Echipa lui preferată este Steaua Roșie Belgrad. Dragović a atras critici din partea jurnaliștilor atunci când l-a lovit peste cap în glumă de mai multe ori pe politicianul elvețian Ueli Maurer în timpul festivităților care au urmat în cadrul ceremoniei de sărbătorire a Cupei în mai 2012. După ce a făcut alte comentarii condescendente, declarând că era foarte reticent în a-și cere scuze, însă a hotărât să meargă la Bundeshaus din Berna pentru a-și cere scuze personal lui Ueli Maurer.